# St. Vinzenz (Breslau)

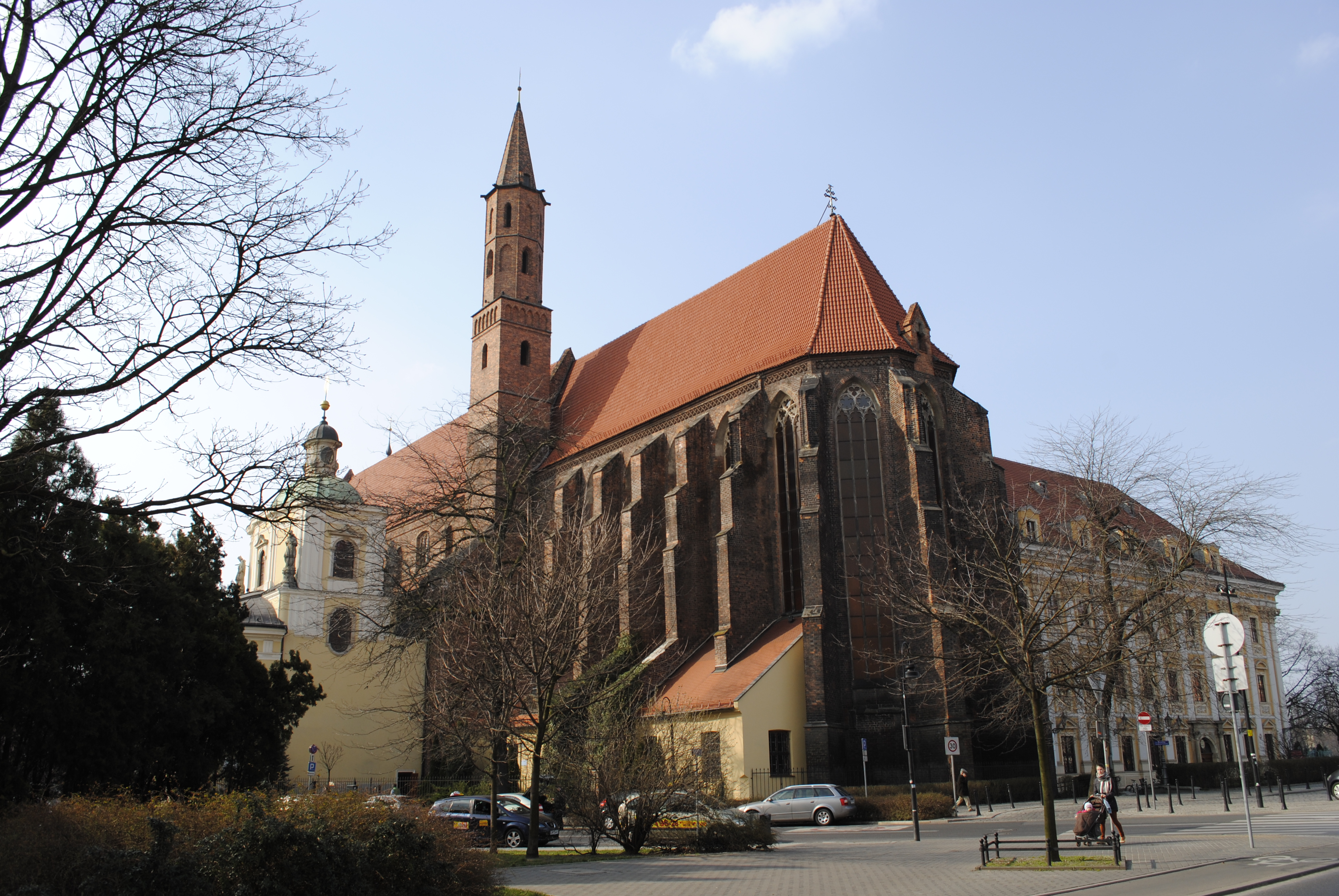
Die Vinzenzkirche von Südosten

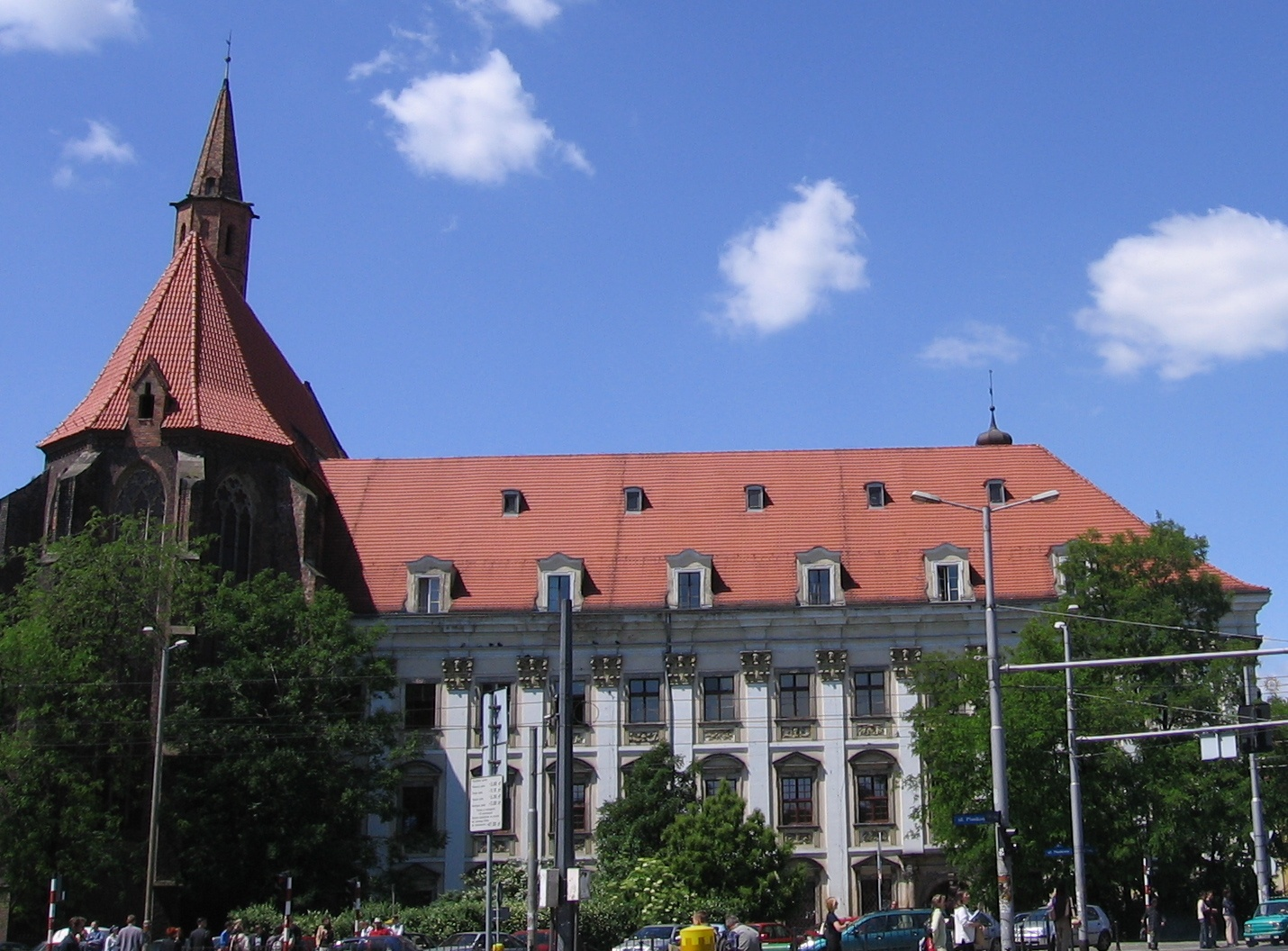
Kirche und Kloster von Osten

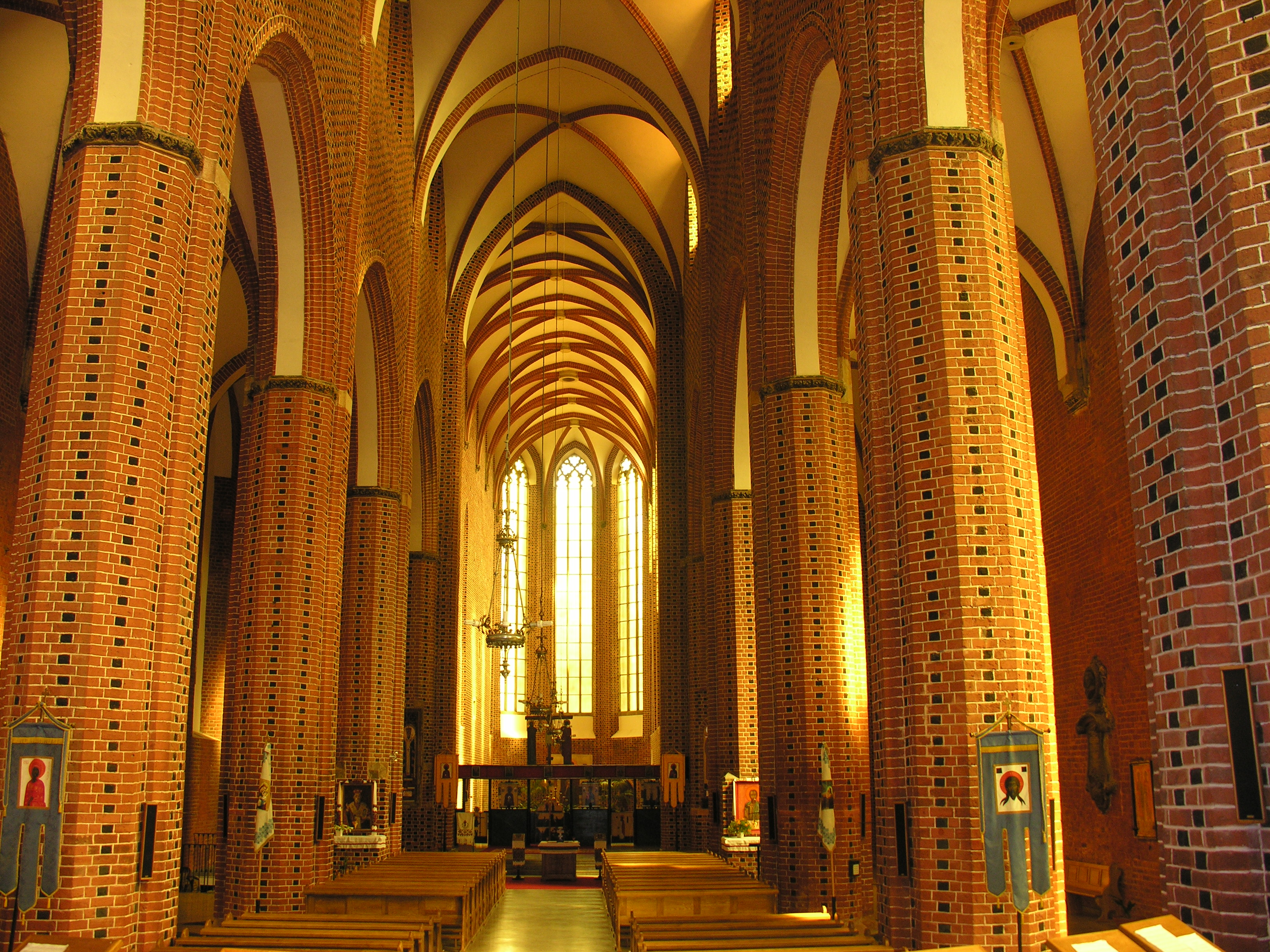
Kirchenschiff

Die St.-Vinzenz-Kirche in Breslau (polnisch Katedra Greckokatolicka pw. Świętych Wincentego i Jakuba) ist seit dem Jahr 1999 die Kathedrale der Eparchie Breslau-Koszalin der Griechisch-Katholischen Kirche. Das Gotteshaus wurde nach 1234 als Franziskanerkirche errichtet und dem heiligen Jakobus dem Älteren gewidmet. 1530 wurde die Kirche den Prämonstratensern als Ersatz für deren auf dem Elbing gelegenes Vinzenzkloster, das abgetragen worden war, übergeben und dem hl. Vinzenz gewidmet. Nach der Säkularisation des Vinzenzklosters 1810 diente sie als Pfarrkirche.
Die Kirche gehört zu den bedeutenden Sehenswürdigkeiten der Stadt. Sie befindet sich am Plac Biskupa Nankiera (bis 1945 Ritterplatz) in der Altstadt, etwa 500 Meter nordöstlich des Breslauer Rathauses.

## Geschichte
Die erste Kirche wurde nach 1234 als Klosterkirche für die durch Herzog Heinrich II. „den Frommen“ aus Prag berufenen Franziskaner als herzogliche Stiftung errichtet. Nach dem Tod des Herzogs 1241 wurde der Bau durch seine Witwe, Herzogin Anna von Böhmen, vollendet. Herzog Heinrich II. wurde im Chor der Kirche beigesetzt.
Am 12. Dezember 1261 verkündeten Herzogin Anna von Böhmen und deren Söhne in der St.-Vinzenz-Kirche die Verleihung der Stadtrechte für die Breslauer Neustadt nach Magdeburger Recht.
Im 14. Jahrhundert wurde die Kirche im Stil der Gotik umgebaut; das Hauptschiff hat seitdem eine Länge von 77,5 Meter und eine Höhe von 23 Meter. 1530 wurde das Kloster von den Prämonstratenser-Chorherren übernommen, deren ursprüngliches Kloster auf dem Elbing vor der Stadtmauer (dort seit 1180/93) aus militärischen Gründen abgerissen worden war. In den Jahren 1662 bis 1674 erhielt die Kirche eine barocke Ausstattung, darunter den Hochaltar, der 1667 von Franz Zeller und Georg Czermak geschaffen wurde.
1810 wurde das Prämonstratenserkloster aufgehoben. Anschließend diente die Kirche als römisch-katholische Pfarrkirche.
Am Ende des Zweiten Weltkrieges wurde die Kirche stark beschädigt. Danach wurde sie vom polnischen Staat übernommen, der darin ein Museum einrichten wollte. Die Wiederaufbauarbeiten dauerten bis 1991. 1997 wurde die Kirche von Papst Johannes Paul II. und dem Breslauer Erzbischof Henryk Roman Gulbinowicz der Griechisch-Katholischen Kirche übergeben. In den Jahren 1997–2010 fand eine umfangreiche Restaurierung statt.

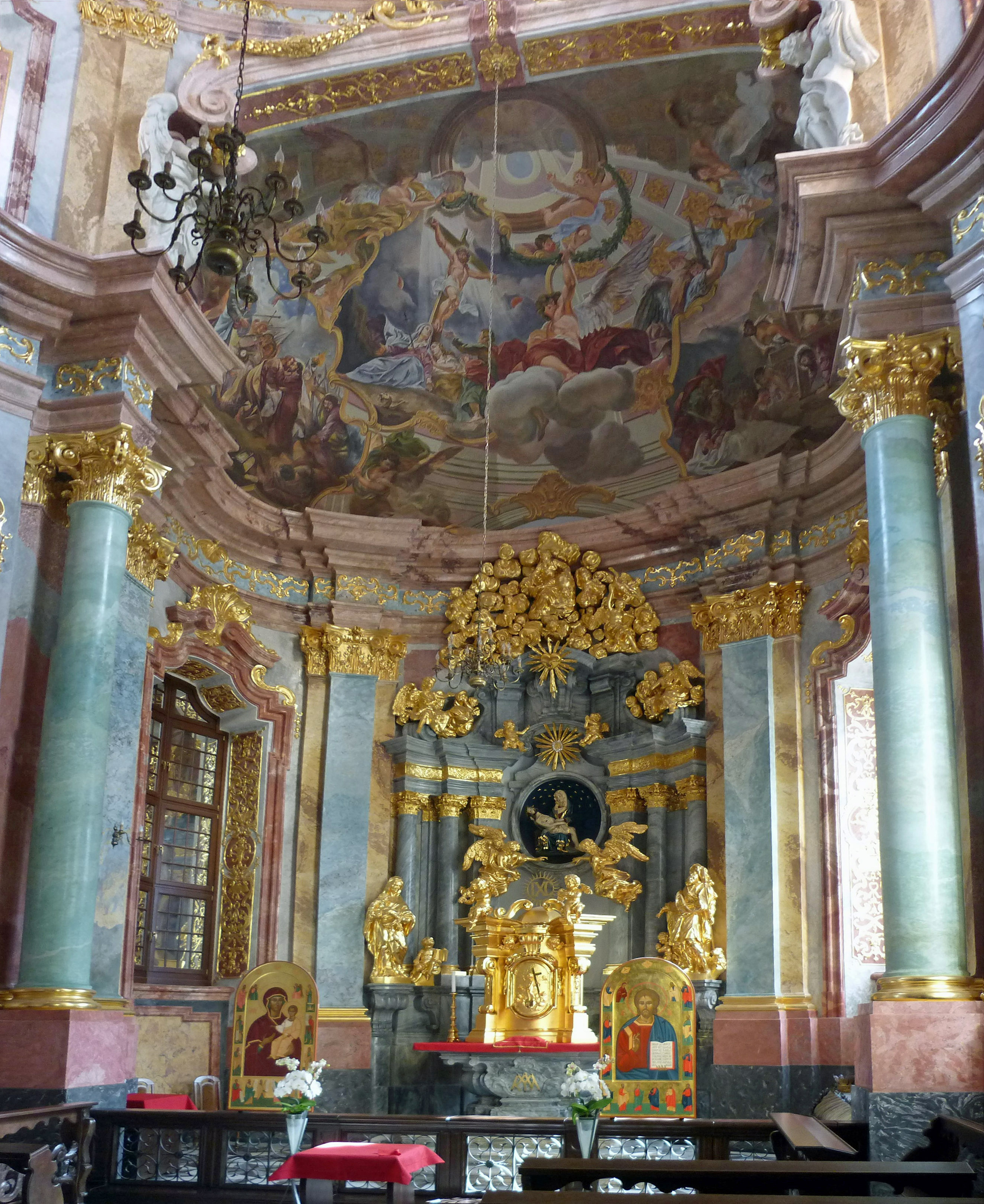
Hochberg-Kapelle

## Hochberg-Kapelle
Die Hochberg’sche Kapelle (Kaplica Hochberga) entstand durch Umbau der Marienkapelle aus dem Anfang des 14. Jahrhunderts. 1723–1727 veranlasste der Prämonstratenserabt Ferdinand von Hochberg den Bau eines barocken Mausoleums, das als seine Grablege dienen sollte. Die Kapelle gehört zu den Meisterwerken des Breslauer Barocks. Der Entwurf stammt von Christoph Hackner. An der künstlerischen Ausgestaltung waren u. a. der aus Bamberg stammende Bildhauer Johann Albrecht Siegwitz, der Böhme Johann Georg Urbansky, der Steinmetz Johann Adam Karinger und der italienische Stuckateur Ignaz Albrecht Provisore beteiligt. Im Altar befand sich eine Pietà aus dem 15. Jahrhundert, die heute im Nationalmuseum Breslau gezeigt wird.
Die Hochberg-Kapelle wurde im Zweiten Weltkrieg ebenfalls zerstört, ihre originalgetreue Wiederherstellung erfolgte in den Jahren 2000 bis 2013.

## Grabplatten und Epitaphien
In der Kirche befinden sich Grabplatten und Epitaphien für die Äbte
- J. Thiel († 1545)
- Chr. I. Reuss († 1558)
- Kaspar Schröder († 1625)
- Martin Konrad († 1618)

sowie für
- Wilhelm Borek von Rostropitz († 1641), Landeshauptmann des Fürstentums Breslau[4]
- Martin Maximilian von Wackerle († 1705)[5]